# Europese kampioenschappen kunstschaatsen 1898
De Europese Kampioenschappen kunstschaatsen is een jaarlijks terugkerend evenement dat georganiseerd wordt door de Internationale Schaatsunie.
Na twee jaar onderbreking van de kampioenschappen vond de herstart van het EK kunstschaatsen voor mannen plaats op 26 februari 1898 in Trondheim, Noorwegen. Het was de zesde editie van het toernooi. Alleen de verplichte kür werd geschaatst.

## Historie
De Duitse en Oostenrijkse schaatsbond, verenigd in de "Deutscher und Österreichischer Eislaufverband", organiseerden zowel het eerste EK Schaatsen voor mannen als het eerste EK Kunstschaatsen voor mannen in 1891 in Hamburg, in toen nog het Duitse Keizerrijk, nog voor het ISU in 1892 werd opgericht. De internationale schaatsbond nam in 1892 de organisatie van het EK kunstschaatsen over. In 1895 werd besloten voortaan het WK kunstschaatsen te organiseren en kwam het EK te vervallen. In 1898, na twee jaar onderbreking, vond toch weer een herstart plaats van het EK kunstschaatsen.
De vrouwen en paren zouden vanaf 1930 jaarlijks om de Europese titel strijden. De ijsdansers streden vanaf 1954 om de Europese titel in het kunstschaatsen.

## Deelname
Er namen drie mannen uit twee landen deel aan dit kampioenschap.
Voor de Noor Johan Lefstad was het zijn tweede deelname, in 1893 had hij zijn debuut gemaakt. Voor zijn landgenoot Oscar Holthe en de Zweed Ulrich Salchow was het hun EK debuut.
| Noorwegen (2) Zweden (1) |

## Medaille verdeling
Ulrich Salchow werd de vierde Europees kampioen in het kunstschaatsen, en de eerste Zweed die de titel veroverde. Johan Lefstad en Oscar Holthe op de plaatsen twee en drie veroverden de eerste EK medailles voor Noorwegen.
| Discipline | Goud           | Zilver        | Brons        |
| ---------- | -------------- | ------------- | ------------ |
| Mannen     | Ulrich Salchow | Johan Lefstad | Oscar Holthe |

## Uitslagen

### Mannen
pc/5 = plaatsingcijfer van 5 juryleden 
| Goud   | Ulrich Salchow    | Vlag van Zweden    | 7  |
| Zilver | Johan Lefstad (2) | Vlag van Noorwegen | 8  |
| Brons  | Oscar Holthe      | Vlag van Noorwegen | 15 |

Medaillewinnaars

Mannen · 
Vrouwen ·
Paren · 
IJsdansen

Toernooi

1891 · 
1892 · 
1893 · 
1894 · 
1895 · 
1896-1897 · 
1898 · 
1899 · 
1900 · 
1901 · 
1902-1903 · 
1904 · 
1905 · 
1906 · 
1907 · 
1908 · 
1909 · 
1910 · 
1911 · 
1912 · 
1913 · 
1914 · 
1915-1921 · 
1922 · 
1923 · 
1924 · 
1925 · 
1926 · 
1927 · 
1928 · 
1929 · 
1930 · 
1931 · 
1932 · 
1933 · 
1934 · 
1935 · 
1936 · 
1937 · 
1938 · 
1939 ·
1940-1946 · 
1947 · 
1948 · 
1949 · 
1950 · 
1951 · 
1952 · 
1953 · 
1954 · 
1955 · 
1956 · 
1957 · 
1958 · 
1959 · 
1960 · 
1961 · 
1962 · 
1963 · 
1964 · 
1965 · 
1966 · 
1967 · 
1968 · 
1969 · 
1970 · 
1971 · 
1972 · 
1973 · 
1974 · 
1975 · 
1976 · 
1977 · 
1978 · 
1979 · 
1980 · 
1981 · 
1982 · 
1983 · 
1984 · 
1985 · 
1986 · 
1987 · 
1988 · 
1989 · 
1990 · 
1991 · 
1992 · 
1993 · 
1994 · 
1995 ·
1996 · 
1997 · 
1998 · 
1999 · 
2000 · 
2001 · 
2002 · 
2003 · 
2004 · 
2005 · 
2006 ·
2007 ·
2008 ·
2009 ·
2010 ·
2011 ·
2012 ·
2013 ·
2014 ·
2015 ·
2016 ·
2017 ·
2018 ·
2019 ·
2020 ·
2021 · 
2022 · 
2023 · 
2024 · 
2025

WK kunstschaatsen ·
WK kunstschaatsen junioren ·
Viercontinentenkampioenschap ·
Olympische Spelen